# Fotopletismografia
A fotopletismografia (PPG, do inglês, photoplethysmography) é uma técnica óptica que pode ser usada na detecção das alterações no volume sanguíneo no leito microvascular do tecido. A PPG é frequentemente obtida usando um oxímetro de pulso ou dedo que utiliza LEDs vermelho e infravermelho a fim de medir as mudanças na absorção de luz.  Um oxímetro de pulso convencional monitora a perfusão do sangue para a derme e tecido subcutâneo da pele. 
O coração bombeia sangue para a periferia em cada ciclo cardíaco. As ondas de pressão são amortecidas devido as reflexões que a onda principal (vinda do coração) faz ao se propagar pelas artérias torácicas, ilíaca e renal.  Nesses sítios de ligação (ou mudanças de calibre das artérias) ocorrem as reflexões. Mesmo que este pulso de pressão seja amortecido ao chegar na ponta do dedo, já é suficiente para distender as artérias e arteríolas no tecido subcutâneo.  
O volume se altera devido ao pulso de pressão, e é detectado a partir da iluminação da superfície da pele com uma luz de um díodo emissor de luz (LED) e, em seguida, mede-se a quantidade de luz transmitida ou refletida para um fotodíodo. Graficamente, cada ciclo cardíaco aparece como um pico. Como o fluxo sanguíneo para a pele pode ser modulado por vários outros sistemas fisiológicos, a PPG também pode ser usado para monitorar a respiração, a hipovolemia e outras condições circulatórias.  Além disso, o formato do pulso do PPG difere de pessoa para pessoa e varia de acordo com o posicionamento e a maneira em que o oxímetro  está conectado. 

## Locais de obtenção do PPG

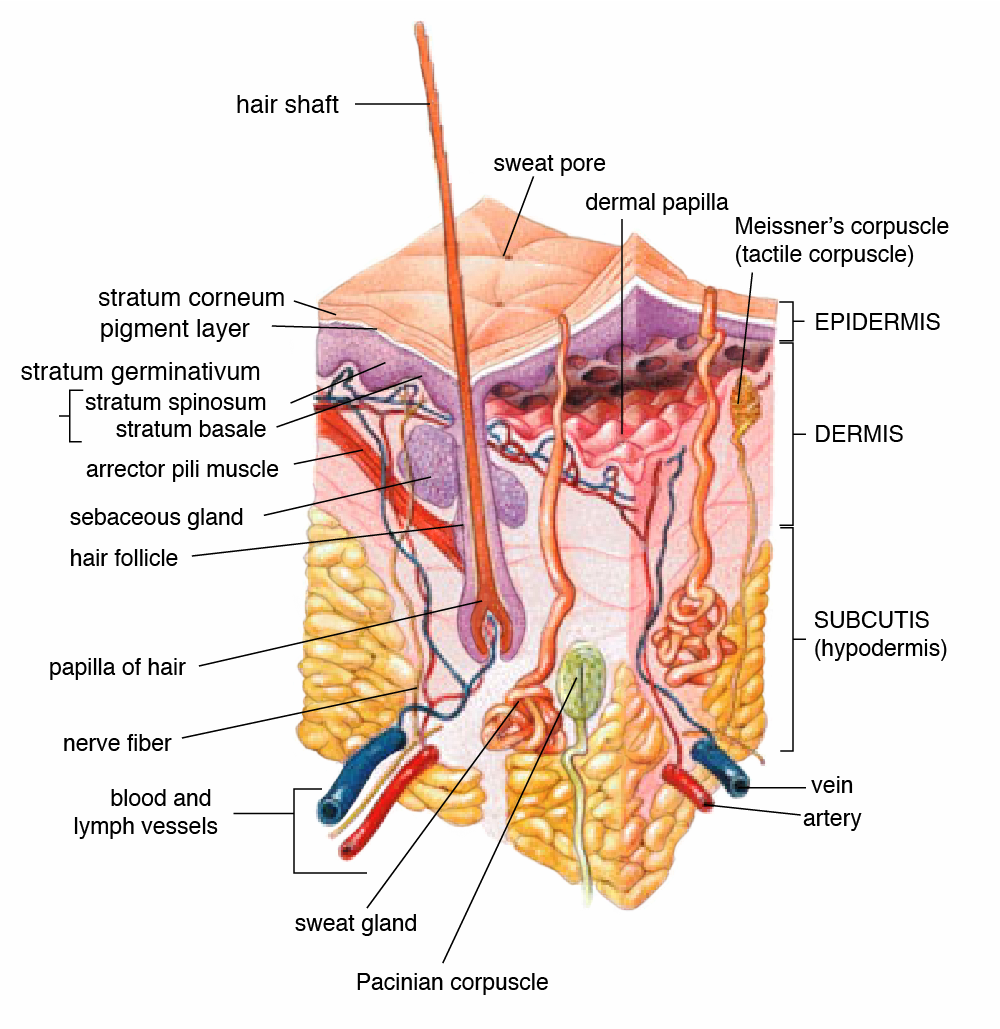
Diagrama das camadas da pele humana

Mesmo o oxímetro de pulso ser um dispositivo médico muito utilizado na clínica, o PPG derivado deles é raramente processado, mais usualmente na determinação a frequência cardíaca. Os PPGs podem ser obtidos de absorção transmissiva (como na ponta do dedo) ou reflexão (como na testa). 
Na clínica os oxímetros são comumente usados no dedo. No entanto, atualmente vem-se estudando a variação do PPG em casos de choque e hipovolemia, nesses casos, o fluxo sanguíneo para a periferia pode ser reduzido, resultando em um sinal cardíaco muito fraco. Nestes casos, a PPG é obtido a partir de um oxímetro de pulso na cabeça, sendo os locais mais comuns a orelha e a testa.  
A PPG também pode ser configurada como fotopletismografia multisites (MPPG), realizando medições simultâneas em pacientes com suspeita de doença arterial periférica, disfunção autonômica, disfunção endotelial e rigidez arterial as medições são feitas nos lóbulos das orelhas e nos dedos indicadores  O MPPG oferece um amplo recurso na análise dos dados, por exemplo, usando aprendizado de máquina, bem como uma série de outras técnicas atuais de análise de ondas.   

## Usos

### Monitorização da frequência cardíaca e do ciclo cardíaco

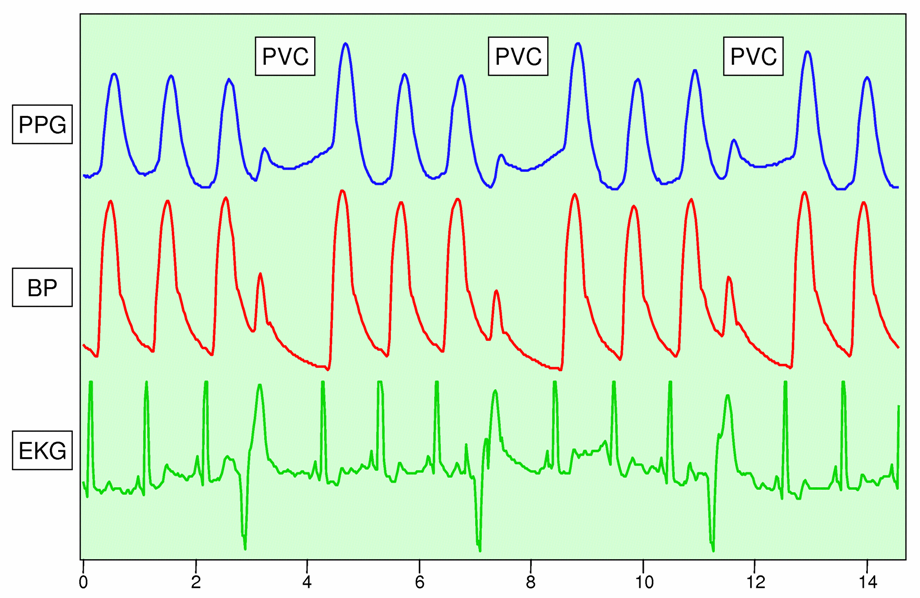
A Contração Ventricular Prematura (PVC) pode ser observada no PPG, assim como no eletrocardiograma e na pressão arterial (PA).

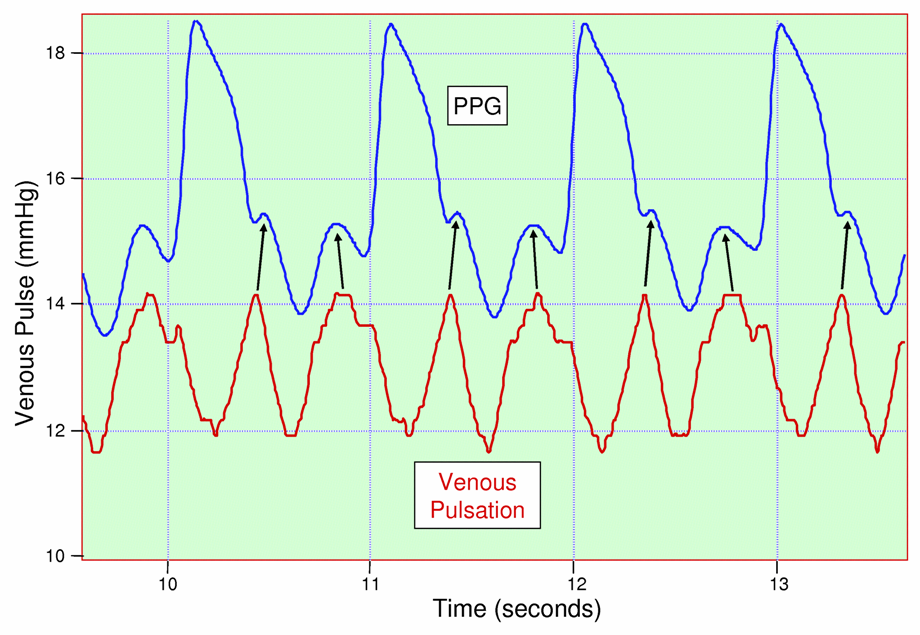
As pulsações venosas podem ser claramente vistas neste PPG.

Pelo fato da pele ser muito irrigada (presença de muitos micro-capilares)  facilita a detecção da componente pulsátil do ciclo cardíaco. O componente DC do sinal é atribuível à absorção em massa do tecido da pele, enquanto o componente AC é relacionada com à variação no volume de sangue na pele causada pelo pulso de pressão do ciclo cardíaco. 
A amplitude da componente AC é proporcional à pressão de pulso. Como visto na figura o pulso de PPG para o ciclo cardíaco com o PVC resulta em menor pressão arterial de amplitude e um PPG. Taquicardia ventricular e fibrilação ventricular também podem ser detectadas. 

### Monitorando a respiração

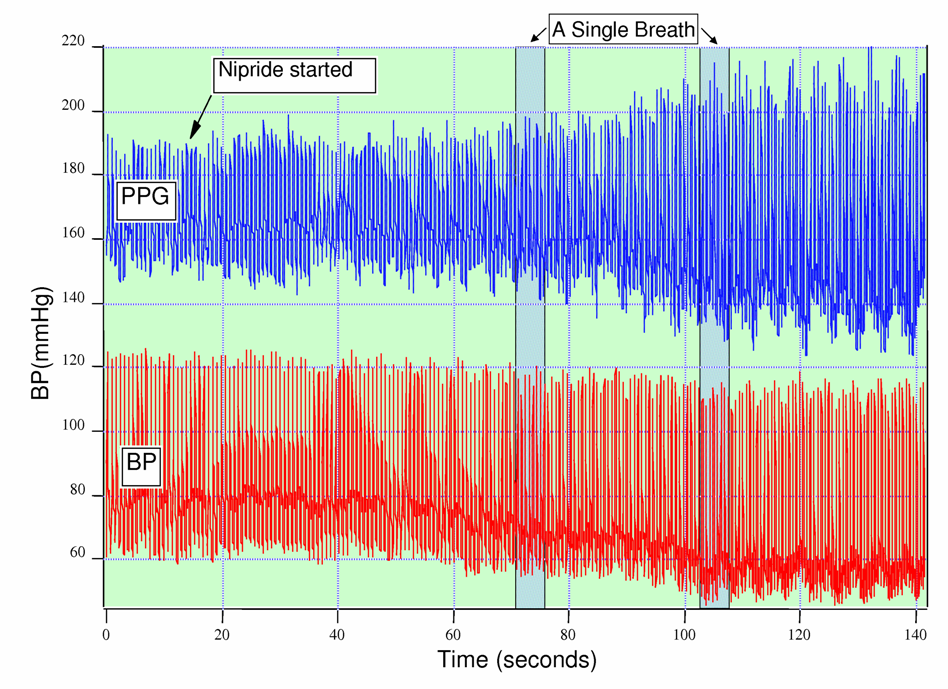
Os efeitos do nitroprussiato de sódio (Nipride), um vasodilatador periférico, no dedo PPG de um sujeito sedado. Como esperado, a amplitude do PPG aumenta após a infusão e, adicionalmente, a Variação Induzida Respiratória (RIV) aumenta.

Como o coração está posicionado na cavidade torácica entre os pulmões, a pressão parcial de inspiração e expiração influencia muito a pressão na veia cava e o preenchimento do átrio direito. Durante a respiração, o ciclo cardíaco varia-se muito devido à movimentação causada pela pressão intrapleural (pressão entre a parede torácica e os pulmões). Este efeito é diagnosticado como arritmia sinusal normal. 
Durante a inspiração, a pressão intrapleural diminui em até 4  mmHg, que distende o átrio direito, permitindo um enchimento mais rápido da veia cava, aumentando a pré-carga ventricular, mas diminuindo o volume sistólico. Por outro lado, durante a expiração, o coração é comprimido, diminuindo a eficiência cardíaca e aumentando o volume sistólico (picos no sinal). Quando a frequência e a profundidade da respiração aumentam, o retorno venoso aumenta, levando ao aumento do débito cardíaco. 

### Monitorização da profundidade da anestesia

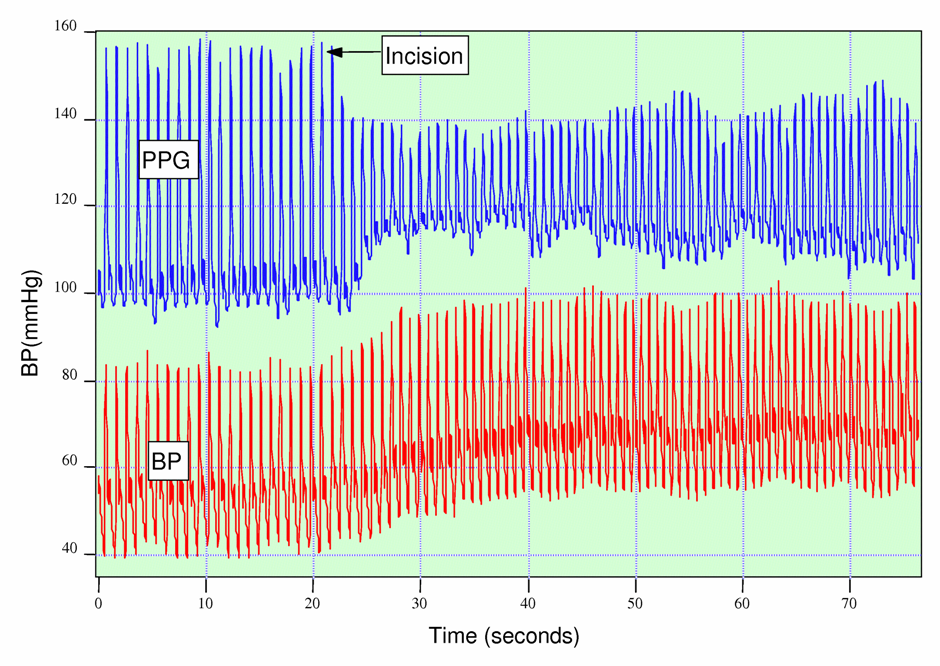
Efeitos de uma incisão em um sujeito sob anestesia geral no fotopletismógrafo (PPG) e pressão arterial (PA).

Durante um procedimento cirurgico, onde o paciente necessita de anestesia, os anestesiologistas frequentemente devem julgar subjetivamente se a anestesia aplicada é suficiente. Como visto na figura, se um paciente não está suficientemente anestesiado, a resposta do sistema nervoso simpático a uma incisão pode gerar uma resposta imediata na amplitude do PPG. 

### Monitorização de hipovolemia e hipervolemia
Segundo, Shamir, Eidelman et al.a perda de sangue pode ser detectada tanto pelo fotopletismograma de um oxímetro de pulso e um cateter arterial.   Os pacientes mostraram uma diminuição na amplitude do pulso cardíaco causada pela redução da pré-carga cardíaca durante a exalação quando o coração está sendo comprimido. 

### Fotopletismografia por video
Mesmo que na tecnica de fotopletismografia estar relacionada com a forma de contato com a pele humana (por exemplo, orelha, dedo,testa), a fotopletismografia remota (ou por video rPPG) permite determinar processos fisiológicos, como o fluxo sanguíneo, sem contato com a pele. Isto é obtido, utilizando oprocessamento de um vídeo da região escolhida, podendo este ser facial ou de qualquer região da pele, o qual quantifica mudanças momentâneas sutis na cor da pele do sujeito que não são detectáveis para o olho humano.   Tal medição baseada na câmera dos níveis de oxigênio no sangue fornece uma alternativa sem contato à fotopletismografia convencional.  Varios estudos mostram o uso da rPPG para monitorar recém-nascidos. Pois, mudancas na coloração da pele podem ser um forte indicador de desidratação.  